# Taillepied
Taillepied is een gemeente in het Franse departement Manche (regio Normandië) en telt 29 inwoners (2009). De plaats maakt deel uit van het arrondissement Cherbourg-Octeville.

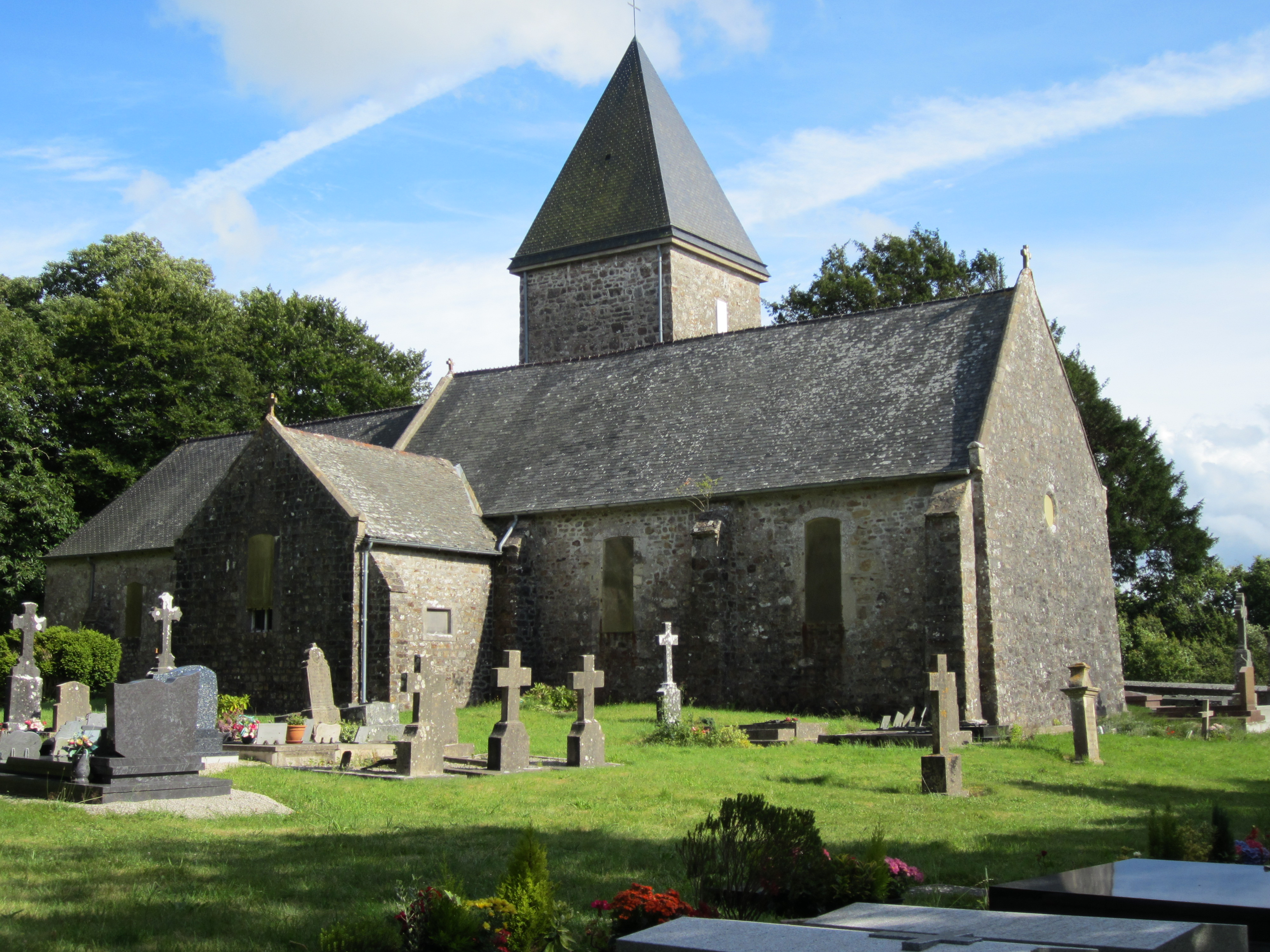
Kerk van Johannes de Doper, Taillepied

## Geografie
De oppervlakte van Taillepied bedraagt 2,2 km², de bevolkingsdichtheid is dus 13,2 inwoners per km².
De onderstaande kaart toont de ligging van Taillepied met de belangrijkste infrastructuur en aangrenzende gemeenten.

## Demografie
Onderstaande figuur toont het verloop van het inwonertal (bron: INSEE-tellingen).

1. ↑  Populations de référence 2022.